# Intafren
Intafren (perz. Vindafranâ, grč. Intaphrenes) je bio perzijski dvoranin i general, te jedan od sedam zavjernika koji su pomogli Dariju Velikom da svrgne uzurpatora Gaumatu s trona i ovlada Perzijskim Carstvom (522. pr. Kr.). Najvažniji dokumenti koji spominju Intaferna su Herodot i Behistunski natpisi. Prema grčkom povjesničaru Herodotu, Intafern je u borbama izgubio oko, dok ga Darijevi natpisi u Behistunu spominju i tekstom i skulpturom kao jedan od najvažnijih dvoranina.

## Poveznice
- Perzijsko Carstvo
- Darije Veliki
- Histasp
- Otan
- Megabiz I.

## Vanjske poveznice
- Intafren (Livius.org, Jona Lendering)  Arhivirana inačica izvorne stranice od 12. srpnja 2009. (Wayback Machine)
- Intafren (Intaphrenes), AncientLibrary.com[neaktivna poveznica]